# The Red
The Red é o primeiro álbum de estúdio do grupo feminino sul-coreano Red Velvet, lançado pela SM Entertainment em 9 de setembro de 2015. O álbum contém 10 faixas, com a faixa-título sendo "Dumb Dumb".
O conceito do álbum focaliza-se unicamente na imagem "Red" do grupo, derivada do nome e conceito do grupo, onde "Red" mostra sua imagem vívida e ousada.

## Antecedentes e lançamento
SM Entertainment anunciou que Red Velvet estaria retornando com seu primeiro álbum completo no início de setembro. No dia 3 de setembro, uma série de teasers de imagem foram reveladas na conta oficial do grupo no Instagram, juntamente com a lista das dez faixas do álbum. Em 4 de setembro, a empresa anunciou que o álbum completo seria lançado à meia-noite de 9 de setembro, com "Dumb Dumb" como faixa-título.
Seguindo o conceito do grupo de promover com as imagens "Red" e "Velvet", The Red se concentrará em "Red" com sua imagem vívida e forte. Ao falar sobre o álbum em uma conferência de imprensa em 8 de setembro, as integrantes e a empresa também insinuou que o álbum The Velvet que seguirá o The Red, embora um representante da SM Entertainment explicou que nada foi agendado em particular ainda. No entanto, isso significa que a SM Entertainment tem algo em mente para o futuro próximo quando eles dizem que "nada está agendado ainda" ou "nada está programado em particular". Além disso, Wendy confirmou mais tarde em uma entrevista que o álbum está "vindo após" The Red.
A faixa-título "Dumb Dumb" é uma música de uptempo de dança pop com uma batida groovy e gancho viciante. As letras descrevem como os sentimentos de uma menina que sente que não pode ajudar, mas agem desajeitadamente em torno da pessoa que ela gosta. O vídeoclipe de "Dumb Dumb" foi lançado em 8 de setembro, enquanto o álbum completo foi lançado em 09 de setembro.

## Promoções
O grupo realizou um "comeback showcase" onde elas perfomaram "Dumb Dumb". Elas também apareceram em uma transmissão ao vivo de 5 episódios através do aplicativo Naver V-Live chamado 오방 만족! (Satisfying five senses!) Red vs Velvet, onde elas discutiram os vários conceitos de seu novo álbum. O primeiro episódio foi transmitido em 7 de setembro. O segundo episódio foi transmitido em 8 de setembro, com o Key do SHINee como o MC.
O grupo fez seu comeback stage no M! Cowntdown em 10 de setembro, seguindo por performances no Music Bank, Show! Music Core e Inkigayo. Além de "Dumb Dumb", elas também perfomaram "Huff n Puff" nos shows.

## Composição
"Dumb Dumb" é descrito como uma pista de dança uptempo com um gancho infeccioso e groovy beat. É composta pelos produtores britânicos LDN Noise, que já escreveu canções para outros colegas da SM Entertainment, como SHINee e TVXQ. As letras descrevem a estranheza de uma garota diante do objeto de seu afeto, comparando-se a um manequim. "Huff n Puff" é descrito como uma canção de dança pop que canta sobre acordar de um sonho e voltar à realidade, como Alice caindo no buraco de coelho. "Campfire" é descrito como uma canção pop R&B que tem uma tem uma introdução de guitarra rítmica atraente. "Red Dress" onde uma menina veste um vestido vermelho e torpemente, mas astutamente tenta um homem que trata dela apenas como uma criança. "Oh Boy" que é uma música soul R&B pop genuinamente apresentando a capacidade de cantar dos membros e "Lady's Room", que é uma música pop R&B baseada na renderização a irmandade entre as meninas e os momentos felizes que compartilham. 
O álbum também apresenta "Time Slip", que é um hip-hop baseado numa canção R&B com a letra que descreve o aperto e apatia que se sente ao ir para a frente e para trás entre o sonho e a realidade na manhã preguiçosa. "Don't U Wait No More", que conta uma história interessante, onde uma menina bate em uma ideia inteligente para se aproximar de seu namorado. "Day 1", que descreve a sensação de amor que acaba de começar, pela combinação do baixo e piano com os vocais doces das integrantes e "Cool World", que é a canção synth-pop com a letra esperançosa que diz aos ouvintes para amar a sua singularidade, uma vez que é prestado nos vocais refrescantes das integrantes, e todas as 10 músicas que abrangem vários gêneros, representam o "vermelho" do grupo. 

## Videoclipe
Em uma fábrica de bonecas, onde elas estão sendo "fabricadas", as meninas estão vestidas com várias roupas brilhantes, dançando em uma coreografia única que apresenta uma dança de manequins que aludem a letra da canção em que uma garota se torna estranha na frente da pessoa que ela gosta.

## Recepção e desempenho comercial
The Red liderou o quadro de álbuns mundiais da Billboard, o mais alto até agora, e chegou ao número vinte e quatro no Top Heatseekers. "Dumb Dumb" também alcançou o terceiro lugar no ranking do World Digital Songs da Billboard, tornando-se a música de K-pop mais vendida na América da semana. O álbum estreou em número um na lista do Gaon Album Chart da Coreia do Sul, e com "Dumb Dumb" em número dois do Gaon Digital Chart. As outras nove faixas do álbum também estavam na tabela. O videoclipe de "Dumb Dumb" estreou no #1 no YinYueTai V-Chart da Coreia. É também o vídeo de K-pop mais visto na América e no mundo no mês de setembro. Dazed Digital nomeou "Dumb Dumb" como a top música de K-pop de 2015. Em dezembro, "Dumb Dumb" foi incluído no "10 Melhores Videoclipes de 2015" do Rolling Stone.
Jeff Benjamin, da Billboard, chamou The Red de "um impressionante e sólido álbum de estreia" e afirmou que "indica grandes coisas para o ato que precisa seguir os passos de suas amadas parceiras femininas Girls' Generation e f(x)." Enquanto Noisey declarou que é "Talvez o mais forte álbum de K-pop de cima a baixo até agora", elogiando sua "Formas de músicas temerárias, harmônicas mais ricas e mais inteligentes do que qualquer coisa em mostradores ocidentais em um quarto de século, e sem parar o virtuoso cancionista - sem tanto quanto uma única inflexão inglesa fora de lugar." A Billboard também a incluiu em seus "10 Melhores Álbuns K-Pop de 2015" e chamou-o de "um dos LP's mais agradáveis e experimentais do ano".

## Lista de faixas
| N.º            | Título                 | Letras                                  | Música                                                                                       | Duração |  |
| 1.             | "Dumb Dumb"            | Seo Ji-eum (Jam Factory), Kim Dong-hyun | LDN Noise, Deanna Dellacioppa, Taylor Parks, Ryan S. Jhun                                    | 3:22    |  |
| 2.             | "Huff n Puff"          | Kenzie                                  | Alex G, Anne Preven, Will Gray, Jaden Michaels                                               | 3:01    |  |
| 3.             | "Campfire"             | Jo Yun-kyeong                           | LDN Noise, Taylor Parks, Denzil "DR" Remedios, Ryan S. Jhun                                  | 3:16    |  |
| 4.             | "Red Dress"            | Jo Yoon-kyeong                          | Nermin Harambasic, Jin Suk Choi, Charite Viken, LDN Noise, Rodnae "Chikk" Bell, Ryan S. Jhun | 3:02    |  |
| 5.             | "Oh Boy"               | Goo Tae-woo                             | Herbie Crichlow, Lauren Dyson, Jin Suk Choi, LDN Noise                                       | 3:08    |  |
| 6.             | "Lady's Room"          | Kenzie                                  | Kenzie, Daniel "Obi" Klein, Oliver McEwan, Ylva Dimberg                                      | 3:15    |  |
| 7.             | "Time Slip"            | Moon Du-ri                              | Daniel "Obi" Klein, Johannes "Josh" Jorgensen, Charlie Taft, Jinbo                           | 3:39    |  |
| 8.             | "Don't U Wait No More" | 100%Seo-jeong (Jam Factory)             | Dwayne Abernathy Jr., (Dem Jointz) Taylor Parks, Ryan S. Jhun                                | 2:51    |  |
| 9.             | "Day 1"                | Hwang-hyun (MonoTree)                   | Hwang-hyun (MonoTree)                                                                        | 3:26    |  |
| 10.            | "Cool World"           | Im Seo-hyun                             | Im Seo-hyun                                                                                  | 4:05    |  |
| Duração total: | Duração total:         | Duração total:                          | Duração total:                                                                               | 33:05   |  |

## Desempenho nas paradas

### Gráficos semanais
| Parada (2015)                   | Melhor posição |
| ------------------------------- | -------------- |
| Japanese Albums (Oricon)        | 47             |
| South Korean Albums (Gaon)      | 1              |
| US Billboard Heatseekers Albums | 24             |
| US Billboard World Albums       | 1              |

### Gráficos mensais
| Parada (2015)              | Melhor posição |
| -------------------------- | -------------- |
| South Korean Albums (Gaon) | 3              |

### Gráficos do fim do ano
| Parada (2015)              | Melhor posição |
| -------------------------- | -------------- |
| South Korean Albums (Gaon) | 53             |

## Histórico de lançamento
| Região           | Data                  | Formato              | Rótulo                     |
| ---------------- | --------------------- | -------------------- | -------------------------- |
| No mundo inteiro | 9 de setembro de 2015 | Download digital     | SM Entertainment           |
| Coreia do Sul    | 9 de setembro de 2015 | CD, Download digital | SM Entertainment, KT Music |